# 躉船

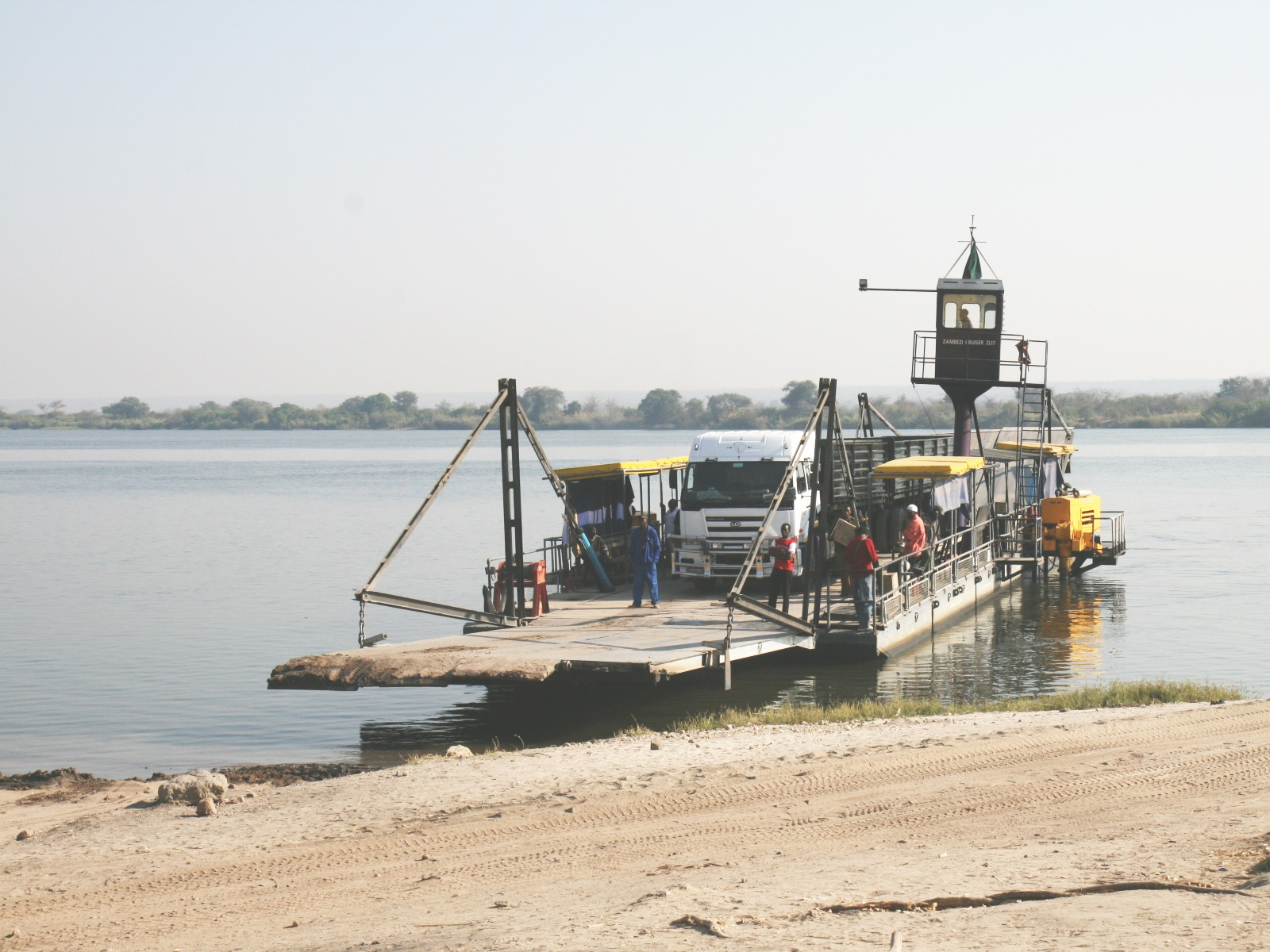
躉船

躉船或浮躉，是指浮在水上的平台，船身多以鐵製，船底相對扁平，不可作遠洋航行。多數被用作上下船的接駁平台、貨物轉駁或橫水渡等用途。因為通常沒有動力裝置，移動時需要拖船或其他外力協助。

## 橫雞躉

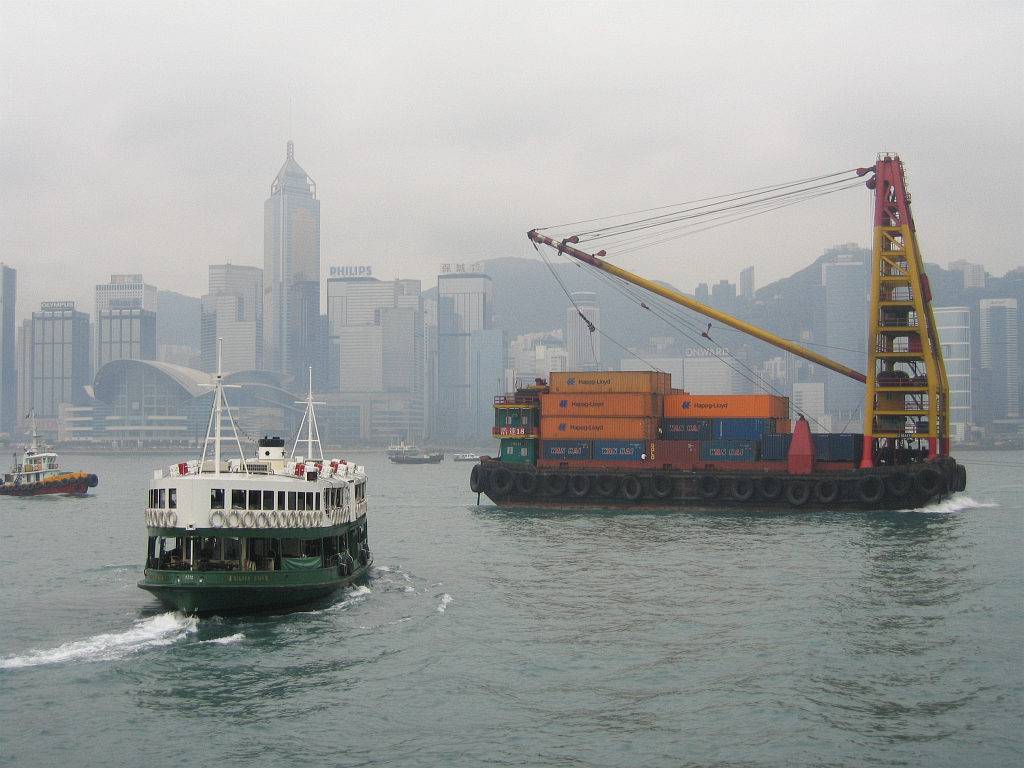
天星小輪遇到由拖船拉著橫過的「橫雞躉」

香港有一種俗稱「橫雞躉」的無自航動力吊臂躉船，裝有單桿式起重吊臂，可將貨物或貨櫃從貨輪中吊起，轉移到躉船上的空間，或者吊運到碼頭、駁船上，常見於中流作業。

## 外部連結
- 安全使用本地躉船上的起重裝置及起重工具 （页面存档备份，存于）《海事工業安全資訊》